# Sometimes
"Sometimes" je pjesma američke pjevačice Britney Spears. Objavljena je kao drugi singl s njezinog prvog studijskog albuma ...Baby One More Time.

## Glazbeni video
Kao i njezin prijašnji video za "Baby One More Time", "Sometimes" je također režirao Nigel Dick. Video se snimao u Malibuu u Kaliforniji. Na početku Spears sa zanimanjem izdaleka gleda svoju ljubav, kojeg glumi model Chad Cole. Dok se on igra sa svojim psom na plaži, Spears gleda kroz povećalo i predviđa kako bi bilo da je ona sada s njim tamo. Video uključuje i neke plesne scene sa Spears i plesačima koji su odjeveni u bijelo. Video se prvi put snimao u veljači 1999., ali je njegovo snimanje odgođeno nakon što je Spears ozlijedila lijevo koljeno, te je morala na hitnu operaciju. Nakon odgode, video se snimao 9. i 10. travnja 1999.

## Popis pjesama
| Britanski CD singl 1. "Sometimes" [radijska verzija] — 3:55 2. "Sometimes" [Soul Solution Mid-Tempo Mix] — 3:29 3. "I'm So Curious" — 3:35 Britanski promotivni 12-inčni singl - A strana: 1. "Sometimes" [Thunderpuss 2000 Club Mix] — 8:02 - B strana: 1. "Sometimes" [Soul Solution Extended Mix] — 6:59 2. "Sometimes" [Thunderpuss 2000 Radio Mix] — 3:50 Europski i australski CD singl 1. "Sometimes" [radijska verzija] — 3:55 2. "I'm So Curious" — 3:35 3. "Sometimes" [Soul Solution Mid-Tempo Mix] — 3:29 Europski singl s dvije pjesme 1. "Sometimes" [radijska verzija] — 3:55 2. "Sometimes" [Soul Solution Mid-Tempo Mix] — 3:29 | Japanski CD singl 1. "Sometimes" [Radio Edit] — 3:55 2. "...Baby One More Time" [Sharp Platinum Vocal Remix] — 8:11 3. "...Baby One More Time" [Davidson Ospina Club Mix] — 5:40 Američki promotivni singl - A strana: 1. "Sometimes" [Thunderpuss 2000 Club Mix] — 8:02 2. "Sometimes" [Mike Ski's Drum Dub] — 4:56 - B strana: 1. "Sometimes" [Soul Solution Mid-Tempo Mix] — 3:29 2. "Sometimes" [ThunderDub] — 7:18 - C strana 1. "Sometimes" [Mike Ski's 3AM Bass Bin Destroyer Mix] — 9:34 2. "Sometimes" [Original Radio Edit] — 3:55 - D strana: 1. "Sometimes" [Boris & Beck Roxy Dub] — 6:51 2. "Sometimes" [Beats Of Thunderpuss] — 4:27 The Singles Collection singl 1. "Sometimes" [Radio Edit] — 3:55 2. "I'm So Curious" — 3:35 |

## Povijest izdanja
| Država                 | Datum izlaska    |
| ---------------------- | ---------------- |
| Ujedinjeno Kraljevstvo | 14. lipnja 1999. |
| Njemačka               | 17. lipnja 1999. |
| SAD                    | 29. lipnja 1999. |

## Ljestvice
| Ljestvica (1999.)       | Najviša pozicija |
| ----------------------- | ---------------- |
| Australija              | 2                |
| Austrija                | 6                |
| Belgija (Flandrija      | 1                |
| Belgija (Valonija)      | 6                |
| Danska                  | 5                |
| Europa                  | 7                |
| Finska                  | 4                |
| Francuska               | 13               |
| Irska                   | 5                |
| Italija                 | 7                |
| Izrael                  | 2                |
| Nizozemska              | 1                |
| Novi Zeland             | 1                |
| Norveška                | 13               |
| Njemačka                | 6                |
| SAD (Billboard Hot 100) | 21               |
| Španjolska              | 1                |
| Švedska                 | 4                |
| Švicarska               | 7                |
| UK                      | 3                |

### Certifikacije
| Država                 | Certifikacija | Prodaja  |
| ---------------------- | ------------- | -------- |
| Australija             | platinasta    | 70.000   |
| Francuska              | srebrna       | 100.000+ |
| Novi Zeland            | zlatna        | 7.500    |
| Nizozemska             | zlatna        | 15.000   |
| Ujedinjeno Kraljevstvo | zlatna        | 414.000  |

## Remiksevi i ostale verzije
- Albumska verzija — 04:03
- Radijska verzija — 03:55
- Soul Solution Mid Tempo Mix — 03:32
- Soul Solution Extended Mix — 07:00
- Mike Ski's 3 AM Bass Bin Destroyer Mix — 09:34
- Mike Ski's Drum Dub — 04:56
- Boris & Beck Roxy Dub — 06:51
- Thunderpuss 2000 Club Mix — 08:02
- Thunderpuss 2000 Radio Mix — 03:50
- Thunderpuss Dub — 07:21
- Kelly Key, brazilska pjevačica, napravila je portugalsku verziju pjesme koja se zove "Indecisão" — 04:05